# Cristina Tapias
Cristina Tapias Aguirre (Bilbao, 29 de enero de 1960) es una modista, profesora y empresaria española.

## Biografía
Cristina Tapias estudió Ciencias Económicas y Empresariales en la Universidad del País Vasco en Sarriko (Deusto). Siempre le gustaron las manualidades y las telas y al morir su abuela se hizo cargo de la dirección y gerencia de la Academia de Corte y Confección Adrada,donde siguió mostrando el sistema de su abuela, María Jesús Adrada.
Es responsable de la Academia de Corte y Confección Adrada, fundada en 1921 por su tía-abuela Teófila Adrada y regentada después por su abuela María Jesús Adrada (1896.01.01- 1995.05.24).
Después, actualizó los libros de Método Moderno de Corte y Confección y Alta Costura de las hermanas Adrada.

## Academia María Jesús Adrada

### Inicio
En un tiempo en el que las mujeres no podían abrir cuentas corrientes en su nombre, María Jesús Adrada consiguió sacar adelante a su familia con su primer taller en la Gran Vía de Bilbao, llevando la costura a un alto nivel. Su legado sigue vivo a través del Método Adrada. Este método de corte y confección es un sistema de corte y confección utilizado para enseñar en toda España,llegó a enseñarse en casi 900 centros educativos. En 2023 se impartía en unos 50 establecimientos.
Las hermanas María Jesús, Bárbara y Teófila Adrada, aprendieron con Pepita Lizaturri, una mujer navarra que estudió en París y les enseñó todo lo que sabía sobre el método de la capital francesa. Después, mientras estaba en Sevilla, Teófila recibió una oferta para dar clases de costura en la escuela La Económica y allí desarrolló el Método Adrada, para que sus alumnas, mujeres sin estudios, pudieran aprender de manera fácil y rápida. Después de muchos años de trabajo, María Jesús Adrada se independizó fundando su propia academia, actualizando el método, Adrada Moderno, y escribiendo sus propios libros. El método Adrada, que se mantuvo por 100 años, tuvo 20 ediciones. Gracias a las alumnas de Bilbao, que pasaron a impartir clase, hubo un momento en que se estudiaba en 900 academias del Estado. En Bizkaia, por ejemplo, hubo un centenar, ya que antes era habitual que todas las mujeres aprendieran a cocinar y a coser.

### Descendiente de María Jesús Adrada

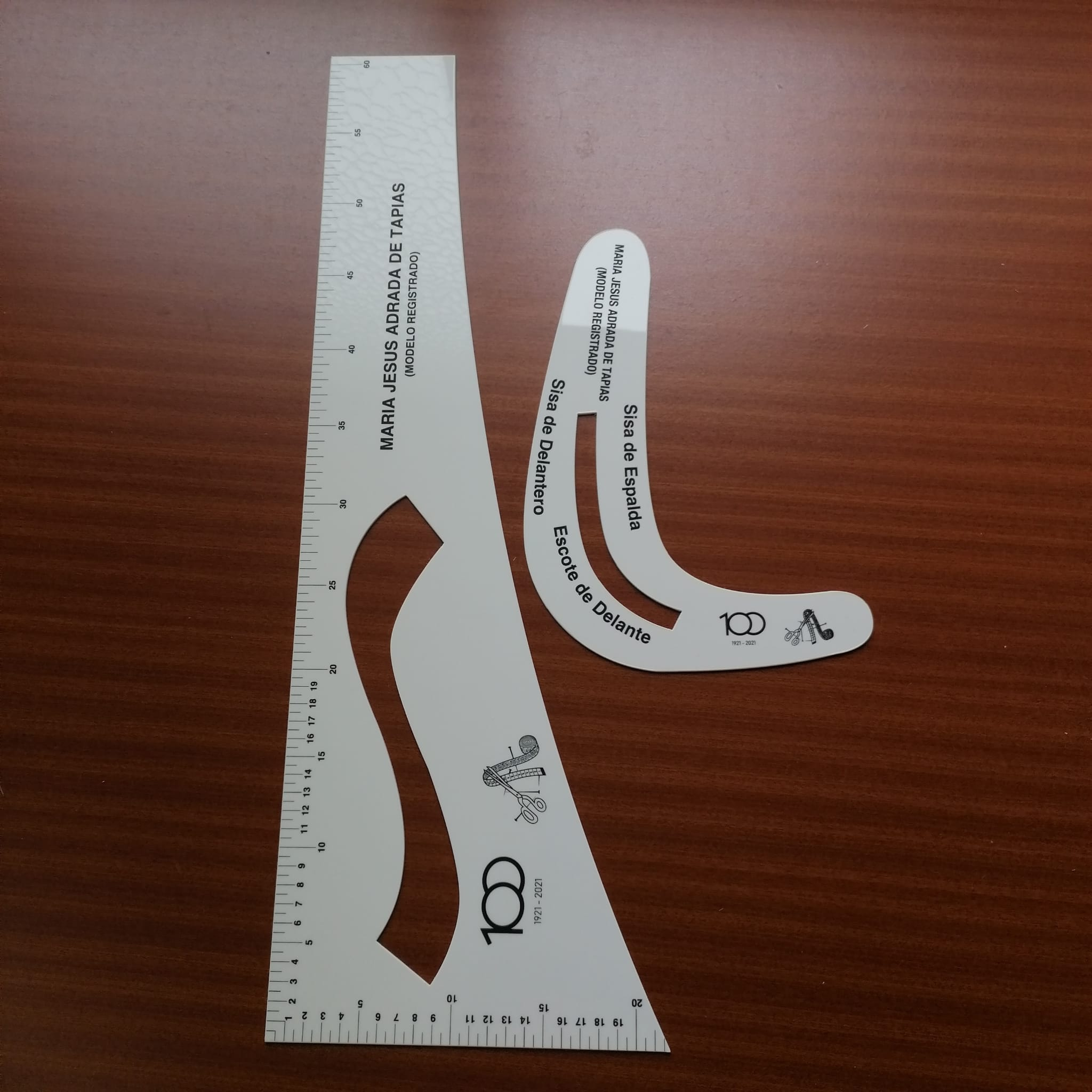
Material del Método María Jesús Adrada

Cristina Tapias, nieta de María Jesús Adrada, se sumergió en este mundo de la costura a los 19 años. Estudió Ciencias Económicas, pero le gustaba estar rodeada de telas y máquinas. Además, su abuela le daba tantas telas y adornos como quería para practicar. De toda la descendencia de Mª Jesús Adrada, fue la única a quien le gustó su trabajo y por ese motivo siguió sus pasos en la academia de la calle Zunzunegi, enseñando todo lo que aprendió de ella. Posteriormente, actualizó el libro de Método Moderno de Corte y Confección y el de Alta Costura.Se matriculan una media de 90 personas al año–siempre hay lista de espera– saben que un buen patrón no conoce las modas y las tendencias. 

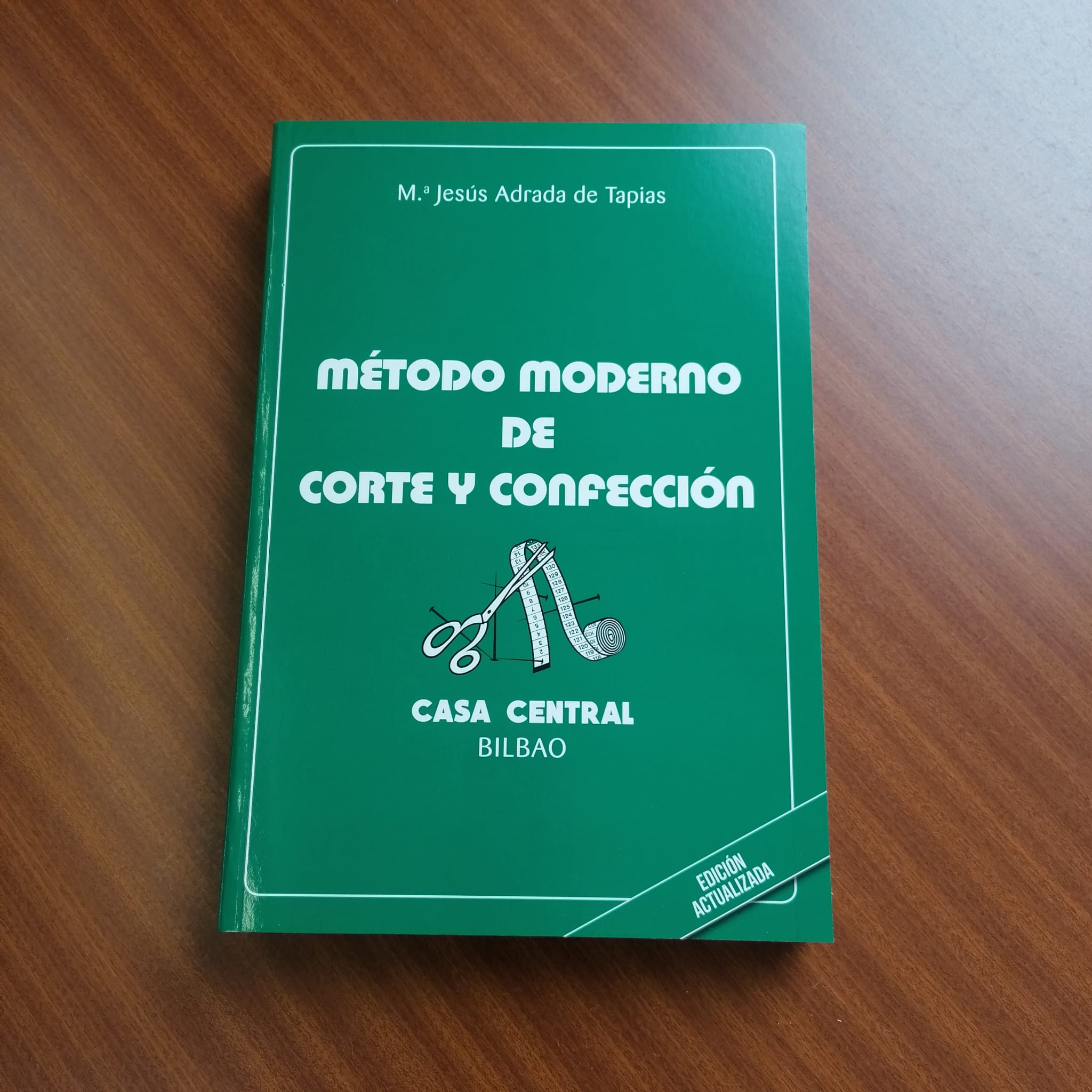
El método moderno de María Jesús Adrada

### Método moderno Adrada[10][11]
La Adrada es un método de patronaje que sirve para hacer cualquier tipo de ropa, tanto para hacer faldas como pantalones.Es muy fácil de aprender porque no se necesita estudios previos.La confección ayudó a muchas mujeres a ganarse la vida. El método se vende con un cartabón que se utiliza para elaborar los planos de patrones. El nuevo método incluye muestras de todos los estilos: cosido de cremalleras, aberturas de mangas, puntos smock, tipos de bolsillos... Este método permite también crear marcas de ropa y realizar prototipos. Tal como se presenta su método, "la base es siempre la misma, a la época en la que vivimos, a la moda, a gusto... sólo hay que adaptarlo".

### Slow Fashion (fast fashion) ymoda sostenibley personalizada
A esta escuela acude una diversa variedad de alumnado: profesionales de la moda que quieren mejorar sus conocimientos de corte o confección, jóvenes que quieren iniciarse en la confección y patronaje y personas de todas las edades que quieren confeccionar sus propias prendas. Se aprende a hacer patrones, tomar medidas, planchar profesionalmente, probar ropa, coser cremalleras, hacer ojales y a usar una máquina de coser.Anualmente asisten a la academia una media de 90 estudiantes (el 90% son mujeres). El año académico es de septiembre a junio.Cuando nació la llamada fast fashion la academia tuvo influencia. Según Cristina:
"La forma de pensar de la gente debe cambiar, la ropa debe durar más para evitar el consumismo. Por otro lado, los jóvenes no distinguen entre tejido bueno y malo. Cuando hacemos nuestra ropa con otro cariño y color, el modelo nos gusta y la hacemos perfecta".
En el siglo XXI, las inscripciones en las academias han aumentado y cada año hay listas de espera. Hay muchos tipos de estudiantes: jóvenes que quieren estudiar diseño, personas que quieren confeccionar ropa de una época determinada o quienes van después de la jubilación. Todos los cursos se imparten anualmente, 4 horas o 12 horas semanales. La Academia no es apta para personas que sólo quieren aprender a hacer reparaciones o modificaciones, por lo que son enviadas a otros sastres. 
Fueron a su academia, Sara Campillo de la marca bilbaína Atakontu (en españolː parece qué), la marca JÜLS que confecciona camisas blancas creadas por María Egidazu de Guecho, o Marina Irazabal que confecciona ropa oversize, entre otras.

### El centenario[13]
En julio de 2023 fue el aniversario se celebró en el Silo Olabeaga con un cóctel al que acudieron 200 personas, entre familiares, amistades y profesionales del sector.

Cristina Tapias recordó los inicios de su abuela en el centenario, con estas palabras:
"Parece mentira que haya podido durar tanto, y no creo que cierre, aunque no haya familiares, si es necesario, porque algunos estudiantes están interesados en continuar con el negocio que empezó mi abuela". 1921. En aquella época convulsa, María Jesús Adrada abrió su fábrica en su casa de la calle Gran Vía. Más que ir a la escuela, al principio cosía. Terminada la guerra retomó su negocio en Marqués del Puerto, y posteriormente tuvo tres colegios en Bilbao: uno en la calle Buenos Aires, otro en Elkano y otro en la calle Zazpi. El abuelo padecía una enfermedad mental y, como tenían tres hijos pequeños, no le quedó otra opción. No tenía educación, pero como era una persona muy brillante y valiente, esta "necesidad" hizo que su abuela se apresurara. La academia tenía mucha demanda y Teófila, a quien le iba bien, se separó de su hermana (porque necesitaba una fuente mayor de dinero para sostener a la familia) y creó su propia academia, la academia María Jesús Adrada, y sus propios libros de métodos".